# James Abbott McNeill Whistler
James Abbott McNeill Whistler (n. 10 iulie 1834, Lowell, Massachusetts, SUA – d. 17 iulie 1903, Greater London, Anglia, Regatul Unit al Marii Britanii și Irlandei) a fost un pictor american, naturalizat ulterior în Marea Britanie, cu un stil propriu oscilând între realism, simbolism și impresionism, format la școlile pariziene de pictură. Stilul aparent simplu al artistului, uneori numit tonalism, aduce inovații îndrăznețe în pictură. În vremurile în care realismul, mai apoi impresionismul își bazau procesul de creație pe observarea directă a naturii, Whistler alege alte modalități artistice, mult mai rafinate. Pictura sa relevă orizonturi noi, exotice. Peisajele sale creează impresia că provin dintr-o altă lume, iar portretele lui sondează adâncimile singurătății intime.

## Viața și opera
James Abbott McNeill Whistler s-a născut la 11 iulie 1834 în orașul Lowell din statul Massachusetts. Tatăl său, George Washington Whistler, a fost un inginer specialist în construcții de căi ferate, mama pictorului, Anna Matylda McNeill, se trăgea dintr-o familie provincială foarte puritană. În 1843, George W. Whistler pleacă în Rusia pentru a supraveghea construcția căii ferate între Moscova și St. Petersburg. În 1845, la vârsta de 11 ani, tânărul James se înscrie la Academia Imperială de Arte Frumoase din St. Petersburg. În 1849, tatăl său moare; familia se întoarce în Statele Unite și se stabilește în Pomfret, statul Connecticut.
În iulie 1851, James se înscrie la Academia militară din West Point, pe care o părăsește după trei ani. În luna noiembrie a anului 1854, își găsește de lucru la Biroul de Cartografie Marină din Washington D.C., unde se familiarizează cu metodele de execuție a hărților geografice. În februarie 1855, Whistler își dă demisia și se decide să plece la Paris pentru a studia pictura. La 3 noiembrie 1855 sosește în capitala Franței, fără a bănui că nu se va mai întoarce niciodată în Statele Unite.

### Perioada de studii la Paris
Whistler descoperă entuziast lumea artistică din Paris. Aici frecventează Școala Imperială de Desen și, în 1856, se înscrie la atelierul pictorului Charles Gleyre. Câștigă ceva bani executând la comandă copii ale unor capodopere din Louvre, unde are prilejul de a admira lucrările pictorului său preferat, Velázquez. Artistul călătorește mult. În Londra vizitează exponatele din National Gallery, în Manchester are posibilitatea de a vizita marea expoziție retrospectivă Velázquez, Frans Hals și Vermeer. În Paris face cunoștință cu Gustave Courbet, maestru al realismului, care va exercita o vreme o mare influență asupra picturii sale.

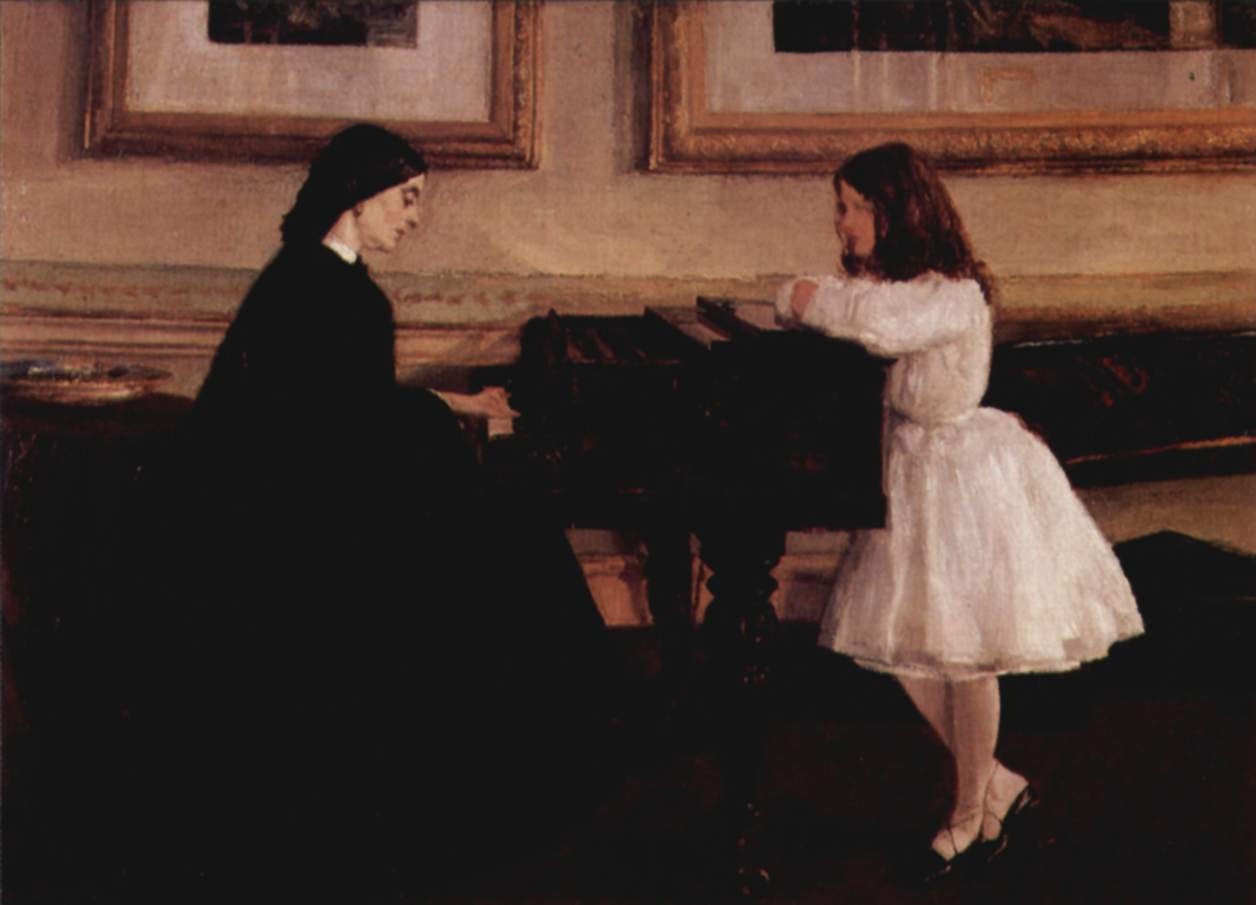
La pian, 1858-1859 - Taft Museum Cincinnati, Ohio

"La pian" este prima operă importantă a lui Whistler. Artistul propune tabloul spre expunere la Salon, în 1859, dar juriul îl consideră "prea original" și îl respinge. Prietenul lui Whistler, pictorul François Bonvin, expune lucrarea în atelierul său din Paris, unde Courbet are ocazia să o vadă. Maestrul realismului îl felicită pe artistul american pentru debutul său reușit în pictură.
În 1862, Whistler expune o serie de stampe la galeria de artă Martinet din Paris, tema lucrărilor fiind peisaje cu fluviul Tamisa. Își prezintă operele și în Anglia, printre altele în sălile de la Royal Academy din Londra. În decembrie 1862, părăsește Parisul însoțit de prietena sa Joanna Hifferman și se stabilește definitiv în Anglia.

### Începuturile carierei în Anglia
În Londra, artistul locuiește în cartierul Chelsea de pe malul stâng al Tamisei. Whistler organizează în fiecare duminică întâlniri cu oameni de artă, discuțiile animate prelungindu-se până la revărsatul zorilor. Comportamentul americanului original, sosit de la Paris, stârnește uimirea londonezilor. Rafinamentul estetic în viața cotidiană, căruia Whistler îi acordă o deosebită atenție, este adesea taxat drept un cult excesiv al aparențelor, lumea îl consideră un dandy superficial și provocator. Neînțelegerea față de Whistler ca persoană este dublată de răceala cu care sunt primite creațiile sale. Expoziția sa din anul 1873 se transformă într-un fiasco material.
Whistler trăiește și lucrează în Anglia, dar călătorește adesea în Franța și expune cu regularitate la Paris. În 1863, participă la "Salonul Refuzaților", unde tabloul "Dejunul pe iarbă" al lui Édouard Manet provoacă scandal. Whistler trezește și el reacții furioase. Criticii îi reproșează comportamentul extravagant și nu iau în serios tablourile sale. 
La mijlocul anilor șaizeci, Whistler este din ce în ce mai însingurat, trece printr-o criză sentimentală și artistică. În toamna anului 1865, împreună cu prietena sa Joanna, îl vizitează pe Courbet la Trouville. Courbet are o aventură cu Joanna și îi pictează portretul: "Frumoasa irlandeză". Whistler se ceartă cu Courbet și se întoarce singur în Anglia.
În lunile martie-septembrie 1866, Whistler face o lungă călătorie prin America de Sud; rămâne mai mult timp în Valparaiso (Chile). Reîntors în Anglia, Whistler caută noi căi în pictură, ar dori să se exprime mai fin și mai original. În 1867, când i se expun patru tablouri la Expoziția Mondială de la Paris, Whistler cucerește aprecierea colegilor săi artiști. Reacțiile publicului și ale criticei sunt însă din nou nefavorabile.

### Consacrarea artistică

Armonie în albastru şi auriu (The Peacock Room), 1876-77 - Freer Gallery of Art, Washington, DC

Whistler caută acum recunoașterea în mediul artistic britanic. El ia legătură cu prerafaeliții care obțineau mari succese în Anglia. Expune des în galeriile londoneze și lucrează tot mai mult. Pictează peste treizeci de "Nocturne", cu motive de noapte din Londra, mai ales în vecinătatea Tamisei, într-o manieră aproape monocromă, cu efecte armonice de culoare. În 1871 realizează renumitul său tablou "Aranjament în gri și negru: Mama artistului". O cotitură hotărâtoare în cariera sa o constituie prima expoziție personală la Galeria Flemish în anul 1874, unde prezintă peste optzeci de tablouri: picturi, desene, grafică. 
Între aprilie 1876 și februarie 1877, Whistler decorează reședința din Londra a colecționarului Frederick Richards Leyland, care se va numi "The Peacock Room" ("Sala Păunului"). Artistul pictează suprafețe mari monocromatice, prin care obține un rezultat impresionant de interior. De aici înainte și experții vor fi nevoiți să recunoască faptul că au de-a face cu un artist de mare talent.
În anul 1877, Whistler îl dă în judecată pe criticul de artă John Ruskin, acuzându-l de jignire și calomnie. Acesta afirmase într-un articol, referindu-se la tabloul lui Whistler "Nocturnă în negru și auriu - Ploaie de artificii", că artistul nu s-a mulțumit numai să arunce un vas de vopsele în fața publicului, dar ar mai fi avut și impertinența să pretindă pentru aceasta suma de două sute de guinee. 

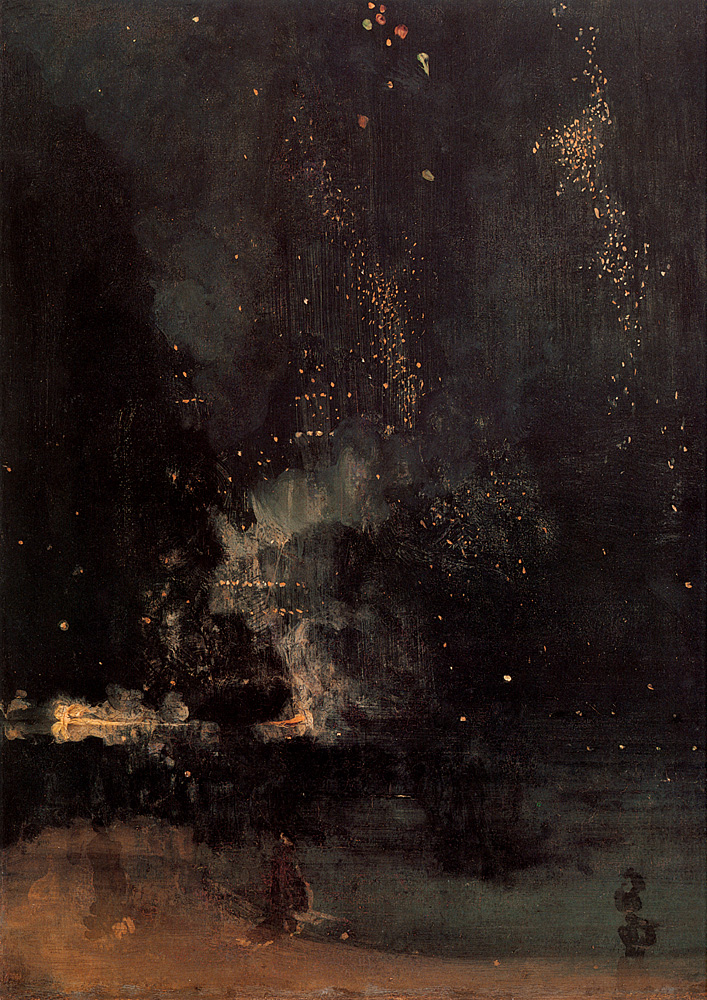
Nocturnă în negru și auriu - Ploaie de artificii, 1875 - The Institute of Arts, Detroit

Whisler câștigă procesul cu o despăgubire derizorie, dar ajunge în pragul falimentului, fiind obligat să suporte jumătate din cheltuielile procesului. O neașteptată comandă pentru 12 gravuri pe teme venețiene, venită din partea salonului Fine Art Gallery, înseamnă pentru el o adevărată salvare. În septembrie 1879, artistul pleacă în Italia, unde va rămâne la Veneția timp de peste un an. 
După reîntoarcerea la Londra, în noiembrie 1880, Whistler își expune gravurile și pastelurile, obținând un mare succes. Valoarea operei sale este recunoscută și în Franța. Tabloul intitulat "Aranjament în gri și negru nr. 1 - mama artistului", expus la Salonul din 1883, este cumpărat de statul francez pentru colecțiile oficiale. 
În 1885, Whistler ține la Londra celebra conferință intitulată "Ten o'clock" ("Ora zece"), în care își expune concepția sa despre artă, această "zeitate agitată", după propria sa expresie. Prelegerea este publicată și în Franța, în traducerea poetului Stéphane Mallarmé.
La sfârșitul anilor optzeci, Whistler se bucură deja de o celebritate internațională. Creația sa artistică este distinsă cu medalii de aur la Chicago, Amsterdam și München. În 1892, la Paris, i se decernează Ordinul Legiunii de Onoare. 
Spre sfârșitul anilor nouăzeci, este foarte obosit fizic. În 1902, contractează o gripă gravă cu complicații și, în ciuda stării precare a sănătății, pregătește o mare expoziție retrospectivă, care se va deschide însă abia în 1905, doi ani după moartea artistului. Whistler moare la 17 iulie 1903, în Anglia. Este înmormântat în cimitirul din Chiswick, suburbie a Londrei.

### Galerie
Portrete

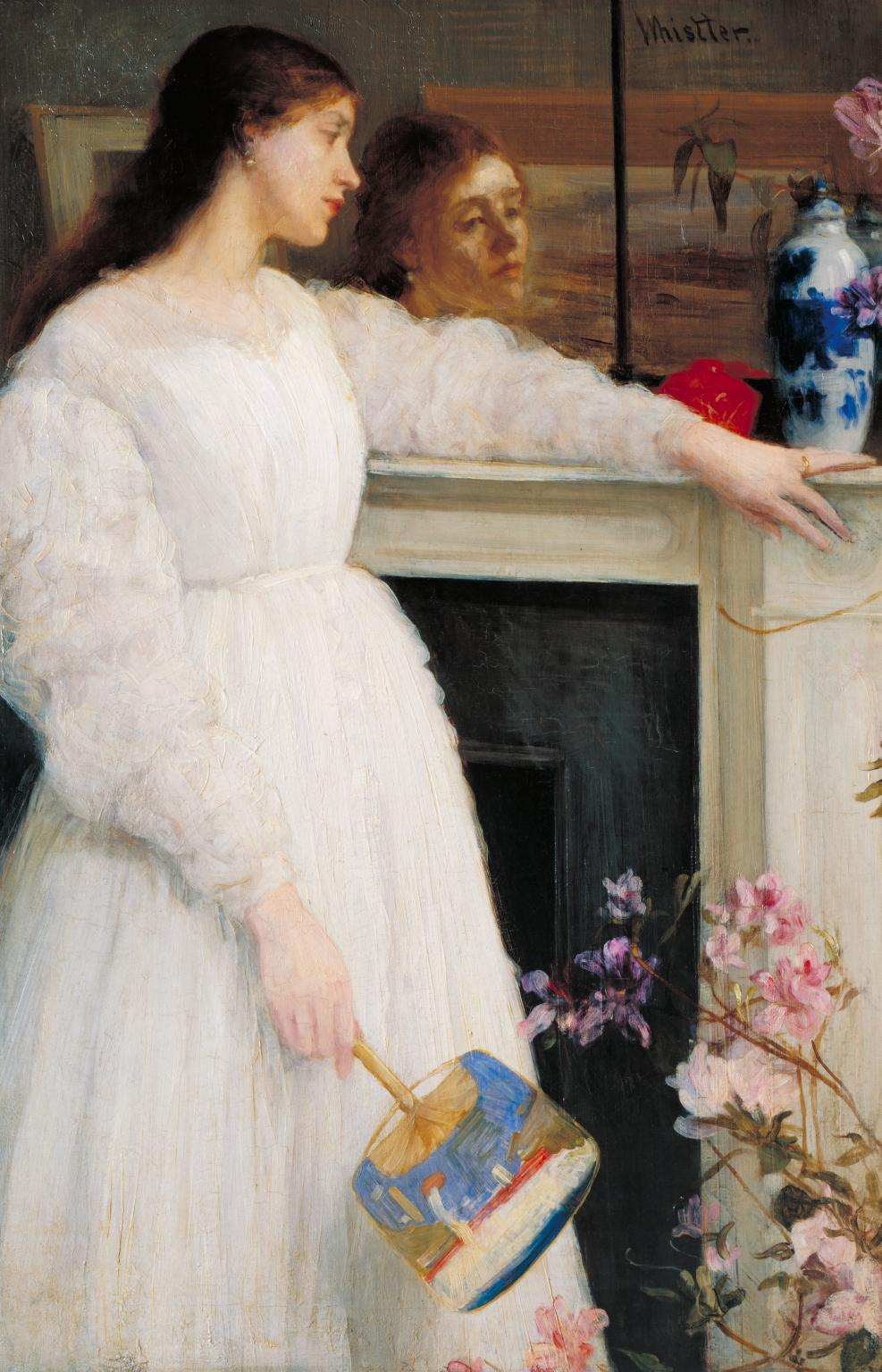
Simfonie în alb nr. 2, 1864
Aranjament în gri şi negru nr. 1 - Mama artistului, 1871
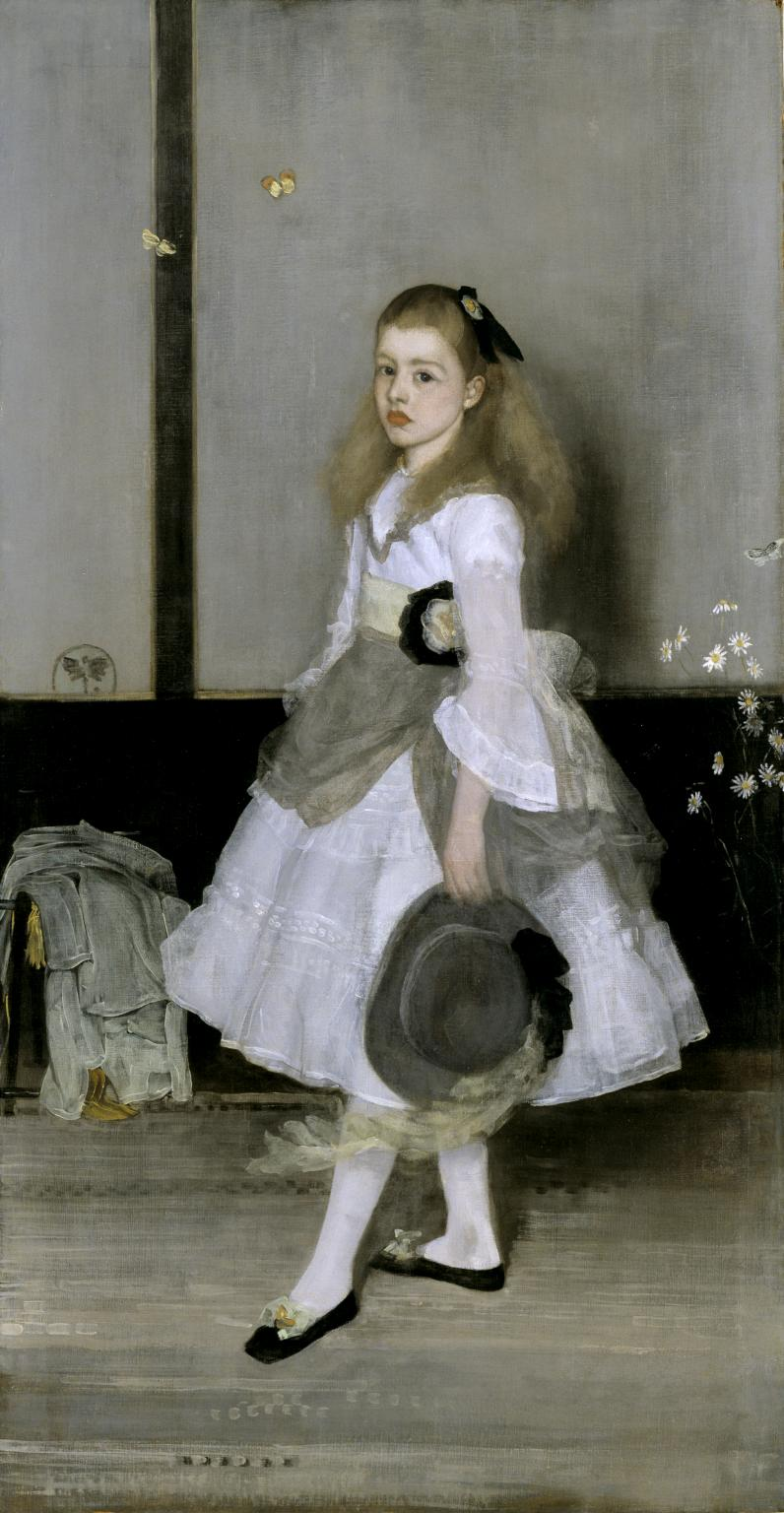
Armonie în gri și verde - Miss Cicely Alexander, 1873
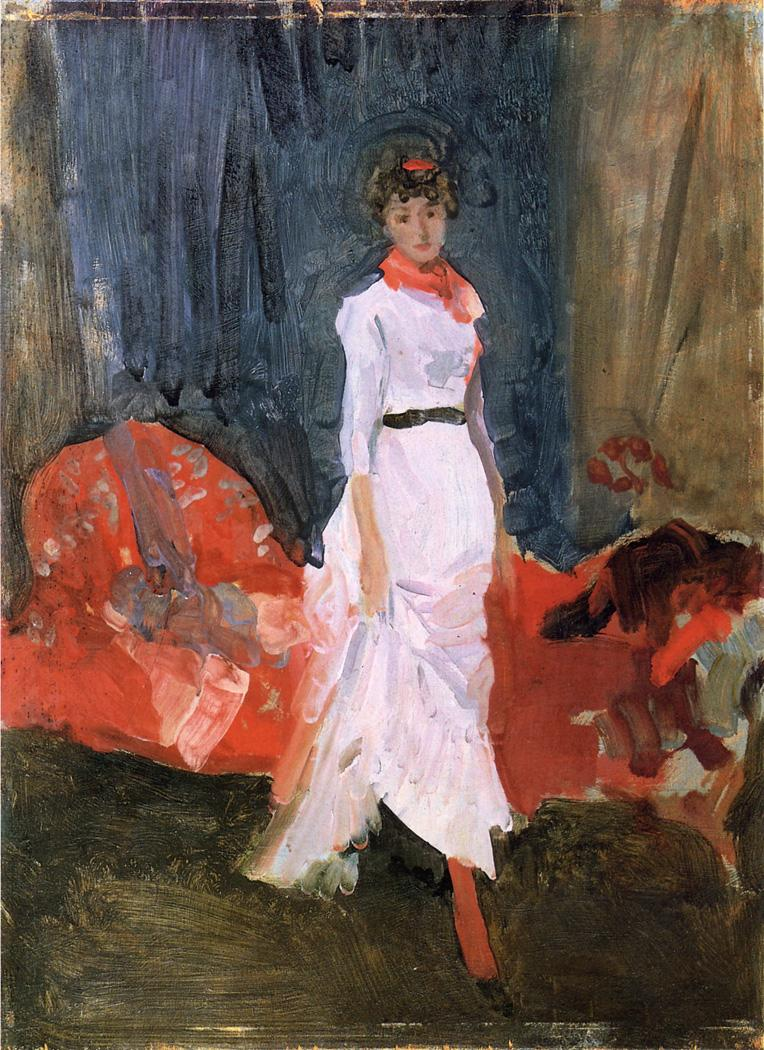
Aranjament în roșu, roz și purpuriu, 1883-1884

Peisaje

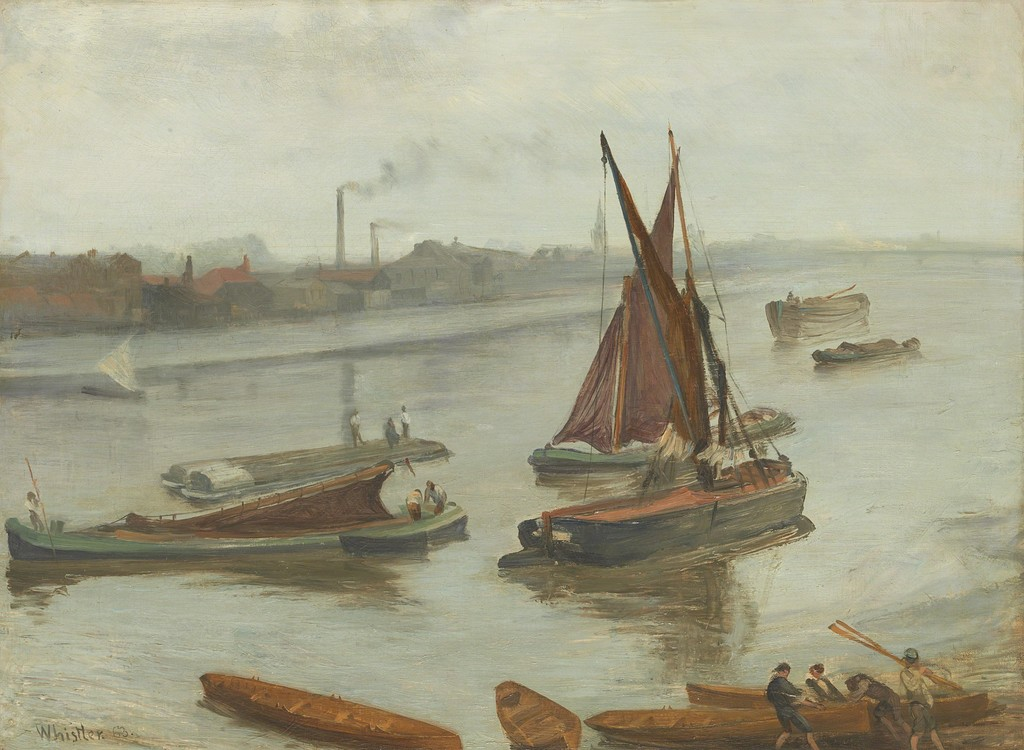
Gri şi argintiu - Plaja din Battersea, 1963
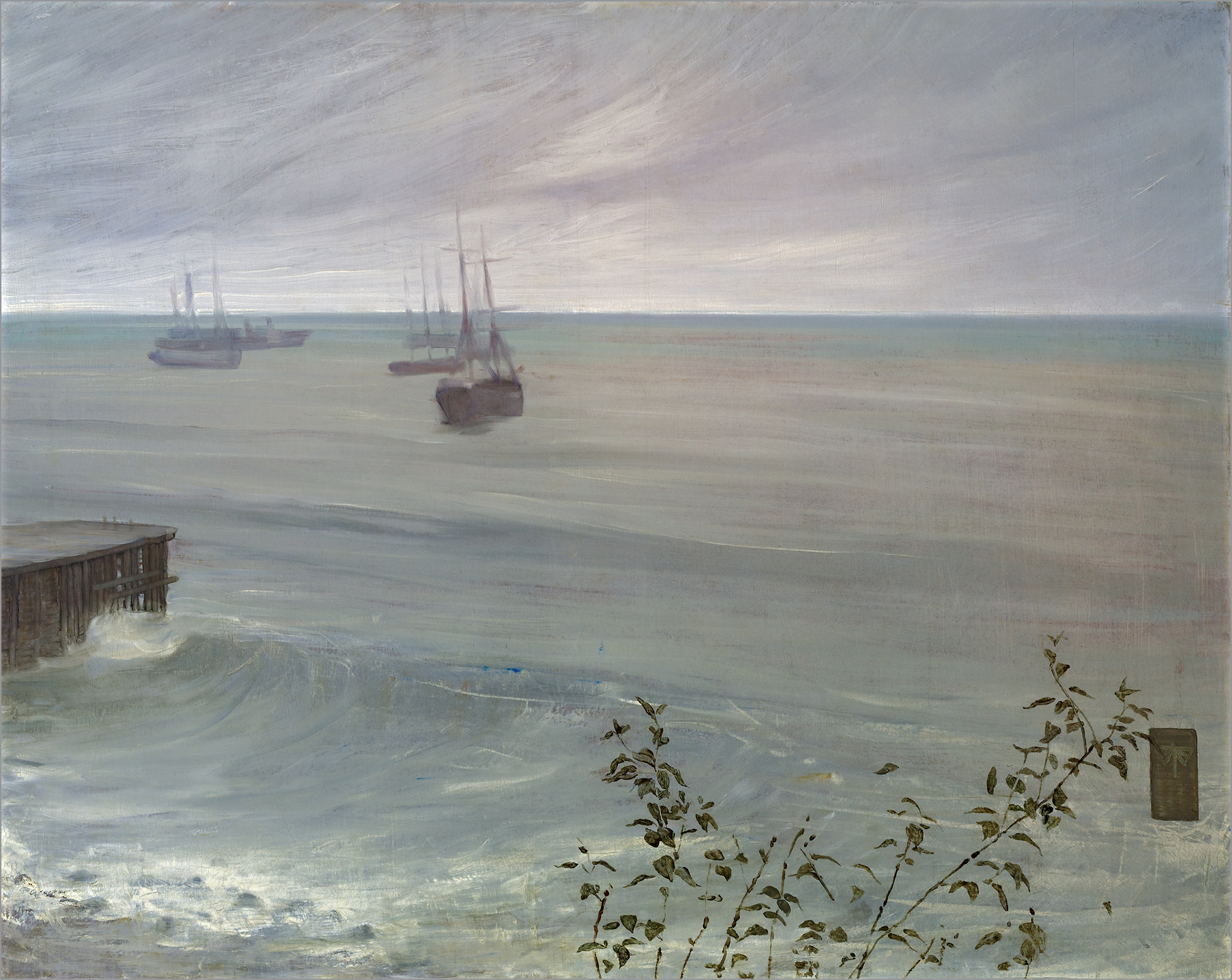
Simfonie în gri și verde - Oceanul, 1866-72
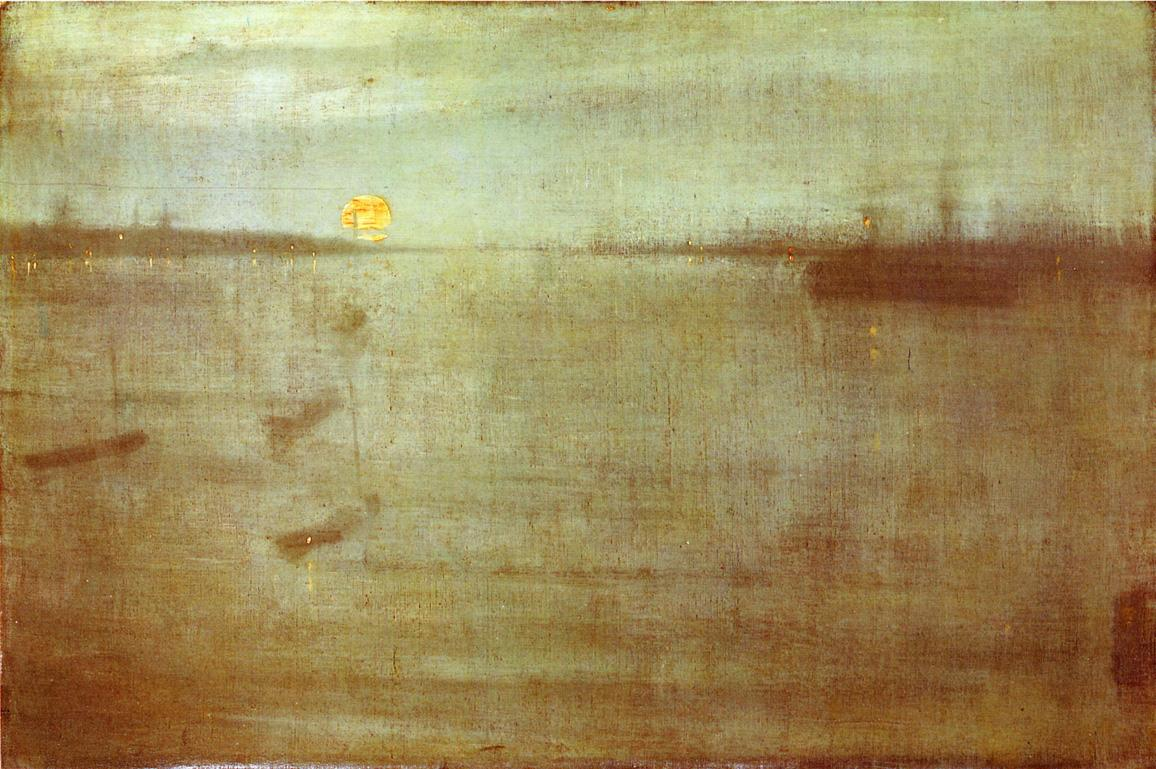
Nocturnă în albastru şi auriu - Southampton Water, 1872
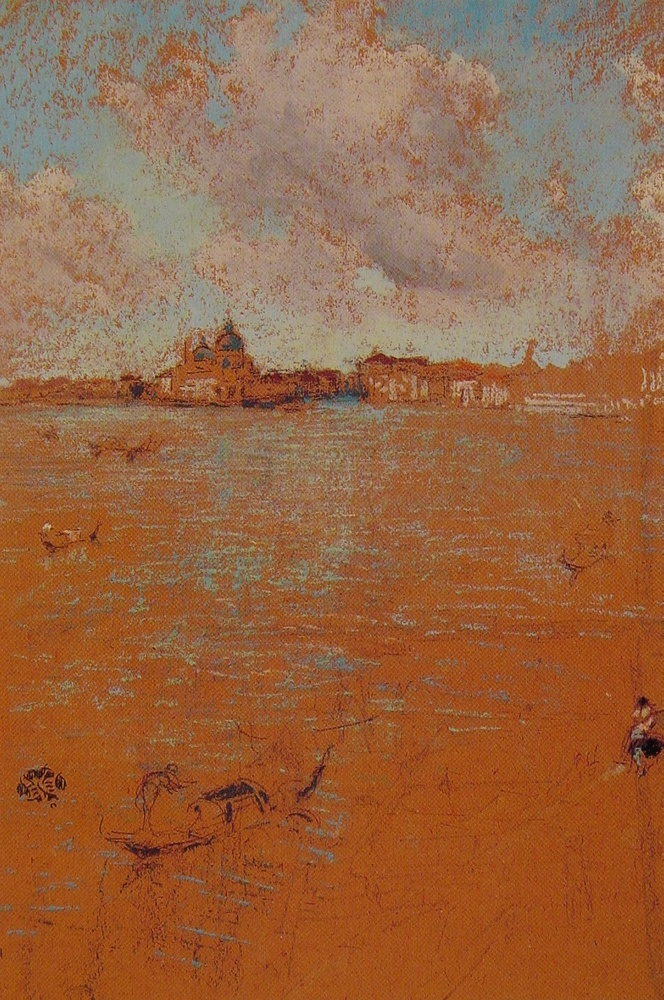
Scenă veneţiană, 1879